# Frivilliga Flygkåren
Frivilliga Flygkåren (FFK) är en frivillig försvarsorganisation med cirka 2 400 medlemmar (2013) fördelade över hela Sverige. Piloterna har fått sin grundutbildning antingen genom eget bekostat flygcertifikat, genom Försvarsmakten eller vid större flygskolor. Piloterna i FFK utför på frivillig bas uppdrag åt svenska myndigheter och Försvarsmakten. FFK:s kårstab är sedan hösten 2015 belägen på Stockholm-Västerås flygplats.
FFK är en del av totalförsvaret men agerar i såväl civila som militära roller. Organisationen grundades 1961 som en del av Kungliga svenska aeroklubben för att ge samhället ökad kapacitet att överblicka kritiska situationer från luften. 1988 ombildades organisationen till en fristående frivillig försvarsorganisation. I dag är det Myndigheten för samhällsskydd och beredskap (MSB) och Försvarsmakten som är FFK:s två huvudmän. Flygplanen som används är till större delen externt privatägda eller samägda i svenska flygklubbar och består främst av allmänflygplanen Cessna 172 och Piper PA-28.

## Flyguppdrag
År 2013 utförde Frivilliga Flygkåren flyguppdrag på regional och nationell nivå. Myndigheten för samhällsskydd och beredskap (MSB) använder FFK vid större händelser och samhällsproblem, exempelvis vid stormen Sven som drabbade Sverige hösten 2013. FFK:s civila flyggrupper genomför bland annat kraftledningskontroll efter stormskador, eftersök av försvunna personer med polisen och Missing People Sweden och radiakindikering (mätning av radioaktivitet från luften) i samarbete med Svenska strålskyddsmyndigheten.
Inom totalförsvaret fyller FFK en militär roll inom främst hemvärnet. De svenska hemvärnsbataljonerna har en flyggrupp knuten till respektive bataljonsstab. Flyggrupperna är tänkta att fungera som en spaningsresurs för de svenska hemvärnsbataljonerna.
Marinen nyttjar FFK för ytövervakning av svenska farvatten.

## FFK Ungdom
FFK bedriver ungdomsverksamhet med inriktning på flygupplevelser för ungdomar inom organisationen FFK Ungdom. Verksamhet och rekrytering genomförs främst via sommarläger på olika platser i landet. Föreningsverksamhet under resterande delar av året anordnas inom regionala och ungdomsledda föreningar.
FFK Ungdomar kan utbilda sig till spanare.

## FFK-Nytt
FFK-Nytt är föreningens medlemstidning. Tidningen trycks i närmare 3000 exemplar och utkommer i fyra nummer per år. Tidningen skickas även till flygskolor, myndigheter och kommuner för uppföljning av FFK:s uppdragsverksamhet.

## Kårchefer
- 1961–1965: Nils Lundgren[2]
- 1965–1979: Gösta Eriksson[2]
- 1979–2000: Hasse Andersson[5]
- 2000–2013: Sven-Inge Ander[6]
- 2013–2017: Lars-Göran Johansson
- 2017–2023: Thomas Alexandersson[7]
- 2023–: Hans Spets